# THE NAKAJIMA HIROTO SHOW 802 RADIO MASTERS
『THE NAKAJIMA HIROTO SHOW 802 RADIO MASTERS』（ザ・ナカジマヒロトショー エイトオーツーレディオマスターズ）は、FM802で放送されている生放送のラジオ番組。中島ヒロトの冠番組。キャッチコピーは、「おもしろくない、わけがない」。

## 概要
2008年秋の大型改編によって、同年10月6日からスタートした番組。1998年から同年10月2日まで、FM802で『HAPPY FUN RADIO』を担当してきた中島ヒロトがDJを担当。正式タイトルは「THE NAKAJIMA HIROTO SHOW 802 RADIO MASTERS」だが、放送上は「802 RADIO MASTERS」と省略されることが多い。
ヒロトが面白いと感じたメッセージには番組ノベルティのボールペンがプレゼントされる。特に面白かったメッセージを送った人や電話を繋いだ人、スペシャルウィーク中には大型のボールペンがプレゼントされる。
毎年9月の放送では、『MUSIC FREAKS』を10月から1年間DJを担当するアーティスト2組の発表を番組内で行うのが慣例となっている。

## 主な出来事
- 2010年2月から、番組内にマスコットキャラさんじヤンが新登場し、現在はさんじヤンの番組ノベルティグッズがリスナーにプレゼントされている。
- 2011年3月に公式X（旧Twitter）アカウントを開設する。番組公式ハッシュタグは「#802RM」。
- 2011年以降は、『ちちんぷいぷい』（当番組と放送時間の大半が重なる毎日放送（MBS）の情報番組）の出演者が当番組に出演することがあった。
  - 2011年11月2日 - 同日発売のCDシングル「未来の花束」の宣伝を兼ねて、『ぷいぷい』レギュラーの河田直也（同局アナウンサー）がゲスト出演。同番組と放送時間が重なる17:14 - 17:28に、当番組との間でサイマル放送を実施した。なお、毎日放送とFM802によるサイマル放送は史上初の試み。当番組からは、『ぷいぷい』での放送終了のタイミングに合わせて、同番組とのコラボレーションによる特別なジングルを流した。
  - 2012年7月4日 - 同日発売のCDシングル「この街に生まれて／いつまでも変わらない」の宣伝を兼ねて、河田が再びゲスト出演。2011年と同じ趣向でサイマル放送を実施した。
  - 2014年9月18日 - 10月10日に開催されるライブイベント『MBS音祭』の告知のために、河田と楠雄二朗が出演。ただこの日は18時台（『ぷいぷい』放送終了後に駆けつけた）に出演したため、サイマル放送はなかった。
- 2022年3月9日、前座番組『UPBEAT!』放送中の13:50頃に放送が一時中断され、当番組も放送開始が遅れた。14:18頃[1]に復旧し放送が再開され、ヒロトが機械トラブルによる送信不具合であった事を報告した。
- 2022年10月より『アコム Somethin'New』が17:51 - 18:00に放送となったため、放送時間が14:00 - 17:51[注釈 1]に短縮した。
- 2023年で番組放送15周年となり、以下の企画が行われた。
  - 2023年5月、「拝啓、15の君へ」と題してリスナーやゲストの15歳の自分に対するメッセージを募集し、番組内で紹介された。
  - 2023年5月23日に松室政哉が作成した15周年記念ジングルを発表。その後放送開始のジングルに使用された[2]。
また、このジングルをベースにして以下のアーティストがカバーし、放送開始のジングルに使用された。
    - 阿部真央 - 弾き語りによるカバー[3]。2023年7月18日から使用。
    - SHE'S - 2023年8月から使用。
    - 梅田サイファー - 番組ジングルと同様に作詞及びラップはKennyDoes、トラック制作はCosaqu。2023年9月から使用。
    - 竹内アンナ - 2023年11月15日から使用。
    - ドラマチックアラスカ - 2023年12月25日から使用。

  - 「ヒロトに1時間、時間をください」をテーマに以下のアーティストと1時間のスペシャル対談を実施。毎週月 - 火曜の16時台に放送された。
    - スキマスイッチ - 2023年7月に放送[4]。全8回。
    - flumpool（山村隆太、阪井一生） -  2023年10月に放送。全9回。
    - aiko - 2023年12月に放送。全8回。

  - 2023年8月、FM802で放送している番組の出演者が「水飲めよ！」と発する特別ジングルを16時台に流した。
  - 2023年11月26日、15周年とヒロトの生誕55歳の記念イベントとして「802 RADIO MASTERS 15th Aniversary Live GO! HAPPY GO!」を大阪城ホールで開催した[5]。
- 2024年4月、コーナーやジングルを含めた大幅なリニューアルを行った。なお、リニューアル前までは放送内容を紹介しないラジオCMでは豊田穂乃花が「いつも面白いヒロトさんが大好きです！」と発した後、含み笑いをしたものとなっていた。

## 放送時間
月- 木曜日 14:00 - 17:51
原則祝日に当たる日は「802 HOLIDAY SPECIAL」を放送するため、当番組は放送時間を変更して放送または休止する。2010年度以降は通常通り放送の場合もあるが、1社スポンサーによる当番組のスペシャル版が放送されることがある。

### 過去の放送時間
- 月 - 木曜日 15:00 - 19:00（2008年10月6日 - 2018年3月29日）
- 月 - 木曜日 13:00 - 18:00（2018年4月3日 - 2019年9月30日）
- 月 - 木曜日 14:00 - 18:00（2019年10月1日 - 2022年9月29日）

## DJ
- 中島ヒロト

番組オープニングでの挨拶は「こんにちは、お元気ですか？おーれーはー元気ですよー！」。
代演
- 大抜卓人（2012年11月19日） - 「THE OONUKI TAKUTO SHOW」の番組タイトルで放送[7]
- 浅井博章（2012年11月20日） - 「THE ASAI HIROAKI SHOW」の番組タイトルで放送[8]

## 出演
- 秦基博（2015年12月1日 - ） - 秦サンタとヒロトナカイに毎年12月に出演が慣例となっている。

### 過去の出演
- ベリーグッドマン（2023年6月1日 - 11月30日）- ベリーグッドマン Road to 甲子園に出演。

## タイムテーブル
2025年4月時点。また、記載の時刻は目安。
|             | 月曜日                                     | 火曜日                                     | 水曜日                                     | 木曜日                                     |
| ----------- | ------------------------------------------ | ------------------------------------------ | ------------------------------------------ | ------------------------------------------ |
| 14:00       | オープニング                               | オープニング                               | オープニング                               | オープニング                               |
| 14:13       | Traffic Information                        | Traffic Information                        | Traffic Information                        | Traffic Information                        |
| 14:20-14:40 | ミュージック&リラックス ニージーリスニング | ミュージック&リラックス ニージーリスニング | ミュージック&リラックス ニージーリスニング | ミュージック&リラックス ニージーリスニング |
| 14:55       | Headline News                              | Headline News                              | Headline News                              | Headline News                              |
| 14:57       | Weather Information                        | Weather Information                        | Weather Information                        | Weather Information                        |
| 15:00-15:20 | ELECOM TRY NOW                             |                                            |                                            | NISSAN OSAKA DRIVE EVERYDAY                |
| 15:20       | 3時になったらクイズの時間                  | 3時になったらクイズの時間                  | 3時になったらクイズの時間                  | 3時になったらクイズの時間                  |
| 15:40       | Traffic Information                        | Traffic Information                        | Traffic Information                        | Traffic Information                        |
| 15:57       | Weather Information                        | Weather Information                        | Weather Information                        | Weather Information                        |
| 16:00-16:10 | Music 4 You                                | Music 4 You                                | Music 4 You                                | Music 4 You                                |
| 16:10-16:20 | アイラキ(I Like It)                        | アイラキ(I Like It)                        | アイラキ(I Like It)                        | アイラキ(I Like It)                        |
| 16:20-16:40 |                                            |                                            | キッザニア甲子園 HAPPY STATION             | MORES Our Town                             |
| 16:40       | Traffic Information                        | Traffic Information                        | Traffic Information                        | Traffic Information                        |
| 16:42-16:49 | 餃子の王将 Share the passion               | 餃子の王将 Share the passion               | 餃子の王将 Share the passion               | 餃子の王将 Share the passion               |
| 17:00       | Happy Hourリクエスト                       | Happy Hourリクエスト                       | MUSIC MATE                                 | アサヒスーパードライ That’s So Cool        |
| 17:10       | Happy Hourリクエスト                       | Happy Hourリクエスト                       | Happy Hourリクエスト                       | アサヒスーパードライ That’s So Cool        |
| 17:20       | Happy Hourリクエスト                       | Happy Hourリクエスト                       | Happy Hourリクエスト                       | Happy Hourリクエスト                       |
| 17:42       | エンディング                               | エンディング                               | エンディング                               | エンディング                               |
| 17:48       | Weather Information                        | Weather Information                        | Weather Information                        | Weather Information                        |
| 17:50       | Traffic Information                        | Traffic Information                        | Traffic Information                        | Traffic Information                        |

### 現在のコーナー

#### 14時台
気になるニュース
月曜 - 木曜
後述の360のニュース紹介が独立したコーナー。その日のディレクターとヒロトの気になるニュースを紹介する。14時台にゲスト出演がない場合に行う。
ミュージック&リラックス ニージーリスニング
月曜 - 木曜 14:20 - 14:40
後述の2時のニコイチの後継コーナー。毎回テーマを設けてその日のディレクターが選曲した2曲とヒロトが選曲した2曲をニコイチで流す。

#### 15時台
ELECOM TRY NOW
水曜 15:00 - 15:20
エレコム提供。リスナーの挑戦してみたいものを募集し、楽曲と共に紹介する。
原則として1月、4月、9月の15時台に行われる。
NISSAN OSAKA DRIVE EVERYDAY
木曜 15:00 - 15:20
日産大阪提供。毎月ドライブにまつわるテーマを募集し、リスナーの好きなドライブミュージックと共に紹介する。
また、NISSAN OSAKAとFM802のコラボレーションで作成された「ファンキーカー」の情報も紹介する。
3時になったらクイズの時間
月曜 - 木曜 15:20 - 15:40
日替わりでアーティストに関するクイズを出題。出題したアーティストの楽曲2曲を流している間に、X（旧Twitter）のハッシュタグ「#802Q」を付与したリスナーから回答ポスト（旧ツイート）を募集。正解したリスナーの中から抽選で番組特製オリジナル缶バッジと、ヒロトが「グッと」来た回答には番組オリジナルステッカーをプレゼントされる。
アーティストの楽曲を1曲流した後、リスナーの回答の中で面白いものを紹介し、ヒロトがノリツッコミをするのが慣例となっている。また、Xのアカウント名を読む際は「サンキューネーム」と付けて読む。

#### 16時台
Music 4 You
月 - 木曜 16:00 - 16:10
後述の4時です!ヒロトさんの後継コーナー。アーティストからのメッセージと楽曲を流す。
Movie on the Radio
月曜 - 木曜 16:00 - 16:10
不定期で放送週に劇場公開される話題の映画の見どころを1週間かけて紹介する。
アイラキ(I Like It)
月 - 木曜 16:10 - 16:20
後述の360の後継コーナー。以下のテーマでヒロトの気になる内容を紹介する。
- 月曜日:映画
- 火曜日:ヒト、コト、モノ
- 水曜日:ニューリリース
- 木曜日:アルバム

キッザニア甲子園 HAPPY STATION
水曜 16:20 - 16:40
キッザニア甲子園 提供。キッザニアにFM802のパビリオンが誕生したことに連動したもの。次の世代に伝えたい名曲を中心に選曲する。
MORES Our Town
木曜 16:20 - 16:40
MORES 提供。プレミアムな楽曲の選曲とともに、MORESの住宅情報を紹介する。
餃子の王将 Share the passion
月曜 - 木曜 16:42 - 16:49
餃子の王将 提供。リスナーの何かに情熱をもって頑張っていることを募集し、餃子の王将で好きなメニューと楽曲と共に紹介する。

#### 17時台
Happy Hourリクエスト
月曜 - 木曜 17:00 - 17:42
毎日ハッピーになれる時間を届ける。ゲストが出演していない場合は、毎回テーマを設けた楽曲をリスナーから募集して選曲する。
ゲストが出演している場合は、トークテーマを設けてリスナーのメッセージと共にテーマに沿ったトークを行う。
毎年7月の月曜日はJim Beamが提供となり、乾杯をテーマとした楽曲リクエストやエピソードを募集して選曲する。
BIG DIPPER
番組に一度も出演したことがないニューカマーをゲストに迎えてトークする。
MUSIC MATE
水曜 17:00 - 17:10
大阪・関西万博開催記念のコーナー。週替わりで世界各国・地域のラジオ局のDJや制作スタッフに現地の最新音楽事情を紹介してもらう。
アサヒスーパードライ That’s So Cool
木曜 17:00 - 17:20
アサヒスーパードライ提供。ライブで気持ち昂ぶったエピソードをリスナーから募集。リクエスト曲と一緒に紹介する。

### 終了したコーナー
Pre-POP
次世代のアーティストを毎日1組紹介する。
carrozzeria MUSIC CRUISE CHANNEL
毎月、そのシーンに合わせた音楽をオンエア。
GAP MUSIC GIFT
GAP提供。毎日15:15 - 15:45。毎日GAPのニューアイテムを紹介している。コーナー内の30分間は特に「ゆっくり出来る曲」の選曲となっている。2008年11月までの期間限定コーナー。
Coca-Cola TASTE OF STREET
日本コカ・コーラ提供。毎週木曜日16:20-16:40。堀江にあるショップスタッフなどから「堀江レコメンド」を聞き、毎週リレー方式で番組内で紹介している。
HOME'S SPACE OF HEART
HOME'S提供。毎週木曜日15:15 - 15:45。HOME'Sの住宅情報を提供している。
関西電力 MUSIC DOCTOR
関西電力提供。毎週月曜日15:20 - 15:40放送。「心地よい曲」の選曲とともに「環境」・「くらし」をテーマにした情報を届ける。
ToP to ToP SELECT COMFORT
毎週木曜日16:20-16:40放送。「誰もが知ってる、誰もが歌える」ヒット曲中心の選曲。コーナー中にToP to ToPからの情報が入る。
FUTURE TRAX
本田技研工業提供。インディーズアーティスト、これからヒットするであろうアーティストのディスコグラフィー、ライブ情報を紹介している。2008年10月までは『ROCK KIDS 802』内での放送だったが、同番組の放送時間が移動したためコーナーを引き継いだ。
JOYFUL JOURNEY
くまモン提供。番組お勧めの音楽とともに熊本の最新情報を届ける。
アディーレ法律事務所 Close to YOU
アディーレ法律事務所提供。音楽とともに身近な法律の情報を届ける。
ハーベストの丘 HAPPY SPRING
木曜 14:20-14:40
ハーベストの丘 提供。ハーベストの丘の魅力を紹介する。
ららぽーと門真・三井アウトレットパーク 大阪門真 pop-up life
火曜 15:00 - 15:20
ららぽーと門真・三井アウトレットパーク 大阪門真 提供。彩があるカラフルな楽曲と共に毎週設けたテーマのメッセージやららぽーと門真・三井アウトレットパーク大阪門真に訪れた感想を紹介する。また、ららぽーと門真・三井アウトレットパーク大阪門真の情報を紹介する他、送られたメッセージの中から抽選でヒロトが実際に訪れて購入したものがプレゼントされた。
秦サンタとヒロトナカイ
2015年から毎年12月に行われるコーナー。
リスナーから「クリスマスにまつわる思い出」や「秦サンタへのお願い事」を募集し、秦基博が扮する秦サンタとヒロトが扮するヒロトナカイが紹介する。
ベリーグッドマン Road to 甲子園
木曜 17:00 - 17:30
ローソンチケット提供。2023年6月1日よりコーナー開始。デビュー10周年となるベリーグッドマンとのコラボレーションしたコーナーで2023年11月18日に阪神甲子園球場で開催するワンマンライブに向けて、ベリーグッドマンを知ってもらうために様々なトークをする。また、2023年8月からはリスナーからベリーグッドな話を募集し、ベリーグッドマンのメンバーが評価を行う。2023年11月30日放送にコーナーが終了した。
阪急三番街 HAPPY TIMES
水曜 15:00 - 15:20
阪急三番街提供。ハッピーに過ごせる新曲と共に、リスナーからハッピーな計画を募集し紹介する。
なノにわ MUSIC GARDEN
水曜 15:00 - 15:20
なノにわ提供。過去から現在、未来へと繋ぐ名曲カバーソングのリクエストをリスナーから募集し、選曲する。また、2025年3月28日に難波宮跡公園にオープンする「なノにわ」の情報も紹介する。
竹中工務店 Live With Nature
火曜 15:00 - 15:20
竹中工務店 提供。キャンプで出来るSDGｓをテーマに、アウトドア関連情報を紹介する。
FM802 RADIO CRAZY Rockな楽屋ニュース
月曜 - 木曜 15:42 - 15:52
毎年12月に行っているコーナー。毎年年末に開催のイベント『FM802 ROCK FESTIVAL RADIO CRAZY』に出演予定のアーティストから楽屋で起こったニュースを紹介してもらう。
また、紹介してもらったニュースの中からRockな楽屋ニュース大賞を選出し、後に受賞したアーティストにはトロフィーを授与する。
802 ヘビロクロニクル
火曜 16:20 - 16:40
FM802開局35周年記念のコーナーで略して「ヘビクロ」。毎週過去のヘヴィー・ローテーションを紹介し、当時の音楽シーンや時代背景を深堀していく。2024年3月までは火曜15時台だったが、2024年4月から火曜16時台にコーナーが移動した。
2時のニコイチ
月曜 - 木曜 14:20-14:40
日替わりでテーマに関連する楽曲2曲をニコイチで選曲する。
So Nice Song
月曜 15:00 - 15:20
CMや映画等、友達との会話やSNSで話題になりそうな楽曲を紹介するコーナー。
ヒロトのロッカーチェック
水曜 15:00 - 15:20
ヒロトのロッカーに各レコード会社のプロモーターが入れた曲の中から気になる曲をプロモーターのメッセージと共に紹介する。
D Choice
月曜 - 木曜 15:42 - 15:48
日替わりで番組オススメのニューカマーやオススメの曲を紹介する。
4時です！ヒロトさん
月曜 - 木曜 16:00 - 16:10
アーティストが「4時です!ヒロトさん」のタイトルコールと共にヒロトへのメッセージと楽曲を紹介する。
360（スリー・シックスティー）
月曜 - 木曜 16:10 - 16:20
ヒロトが気になるものを360度余すことなく紹介する。紹介する内容は曜日によって以下のように決まっていた。
- 月曜日:映画
- 火曜日:ニュース
- 水曜日:ヒト、コト、モノ
- 木曜日:アルバム

今週のハイライト
放送週の最終日のエンディング前に行う。放送週に起こった出来事やゲスト出演したアーティストをハイライトの形で紹介する。

## ジングル
番組のジングルは以下のアーティストが作成したものを使用している。
- 韻シスト - 2024年6月から使用[9]。

また、2024年4月のリニューアル前まではエンディング前のジングルは必ずFM802の女性DJがタイトルコールしたものとなっていた。

### 過去に担当したアーティスト
- DENIMS - 番組OP。ヒロトの「それでは今日もいってみよー！」と発した後に流れていた。
- 梅田サイファー - 作詞及びラップはKennyDoes、トラック制作はCosaquによるジングル[10]。14時のTraffic Information後に流れていた。
- ベリーグッドマン - 主に15時台と16時台。ジングルの最後にMOCAがヒロトのモノマネを行う「偽ヒロトVer.」とハミングを行う「ハミングVer.」とジングルの一部をカットした「余韻Ver.」の3種類が存在した。
- 松室政哉 - HAPPY HOURのオープニング曲。タイトルコール部分は放送内容を紹介するラジオCMにも使用されていた。
- ココロオークション
- SHE'S
- ドラマチックアラスカ - メロディーは後に発売された楽曲「for You」に使用されている。
- DEPAPEPE
- 秦基博 - クリスマス限定ジングルを作成し、2023年11月28日から使用された。